# Yousef Alaeldin
Yousef Alaeldin est un footballeur soudanais né le 3 janvier 1982.
Il a participé à la Coupe d'Afrique des nations 2008 avec l'équipe du Soudan.

## Carrière
- 2002-06 : Al Merreikh ( Soudan)
- 2007- : Al Hilal Khartoum ( Soudan)

## Palmarès
- Vainqueur de la Coupe du Soudan en 2005 et 2006 avec Al Merreikh Omdurman